# Polyptychus villiersi
Polyptychus villiersi är en fjärilsart som beskrevs av Pierre Claude Rougeot 1970. Polyptychus villiersi ingår i släktet Polyptychus och familjen svärmare. Inga underarter finns listade i Catalogue of Life.